# Майстер капітального ремонту свердловин
Майстер капітального ремонту свердловин (рос. мастер капитального ремонта скважин; англ. master of well big (capital) repair, foreman of pull-out of holes, нім. Bohrmeister m in der Kapitalreparatur der Sonden) — керівник-фахівець, який організовує, керує ремонтною бригадою і контролює виконання робіт з капітального ремонту свердловин (КРС). Він приймає замовлення, технологічний план, єдиний наряд і кошторис на виконання КРС. До початку ремонту свердловини майстер бригади з ремонту перевіряє виконання підготовчих робіт на свердловині і складає акт про готовність свердловини до ремонту. Після цього бригада з ремонту свердловин виїздить на свердловину і приступає до ремонту.
Майстер організовує роботу, щоденно записує у вахтовий журнал завдання вахтам КРС, оперативно повідомляє (телефоном) в технологічну службу цеху капітального ремонту свердловин (ЦКРС) для щоденного обліку про стан робіт, результати досліджень і передає операційні наряди і документи досліджень.
За результатами досліджень у ході КРС рішення про метод ремонту приймає геологічна служба ЦКРС. Разом із технологічним відділом вона передає своє рішення в проєктно-кошторисну групу, яка протягом двох годин складає, затверджує і передає додатковий наряд у центральну інженерно-технологічну службу (ЦІТС). Для прискорення ремонту перший вид робіт із цього наряду повідомляється телефоном.